# Quint Verani
Quint Verani (en llatí Quintus Veranius) va ser un governador romà. Tiberi el va nomenar governador o llegat a Capadòcia quan el país va ser convertit en província romana l'any 17.
Era amic de Germànic Cèsar i l'any 20 va prendre part activa en la persecució de Gneu Calpurni Pisó, que es creia que havia enverinat Germànic. A la mort de Pisó, Verani va ser recompensat per Tiberi amb una de les dignitats sacerdotals.
El seu fill, Quint Verani Nepot, va ser governador de Britànnia.